# The First (single)
"The First" é um single álbum e single duplo de lado A do NCT Dream, a terceira subunidade do grupo sul-coreano NCT. Foi lançado em 9 de fevereiro de 2017 com "My First and Last" servindo como faixa título.

## Antecedentes e lançamento
A terceira subunidade do NCT, NCT Dream, composta por sete membros: Mark, Renjun, Jeno, Haechan, Jaemin, Chenle e Jisung, estrearam com o single digital "Chewing Gum" em 24 de agosto de 2016.
Em 1º de fevereiro de 2017, o NCT Dream anunciou que estariam lançando seu primeiro álbum de single, "The First". Logo em seguida a S.M. Entertainment anunciou que Jaemin não participaria deste retorno devido a seus problemas de saúde.
Descrita como uma faixa de dança animada com uma melodia de coração leve e um baixo batendo, "My First and Last" serviu como faixa-título do álbum e foi lançada no dia 9 de fevereiro de 2017, nas versões coreana e mandarim. O álbum também inclui um cover da canção "Dunk Shot" de Lee Seung-hwan de 1993.

## Promoção
O grupo teve sua primeira fase de retorno no M Countdown da Mnet em 9 de fevereiro de 2017, onde eles tocaram "My First and Last" e "Dunk Shot". No dia seguinte o grupo se apresentou no Music Bank da KBS2, em 11 de fevereiro no Show! Music Core da MBC, e no dia 12 no Inkigayo da SBS, encerrando a primeira semana de promoção para o álbum.

## Desempenho comercial
O single álbum conquistou o primeiro lugar em vários gráficos de música semanais, incluindo Hanteo, Synnara Record e Hottracks, logo após seu lançamento. "The First" estreou na #1 posição na Gaon Album Chart na semana de 5–11 de fevereiro de 2017.

## Lista de faixas
Créditos adaptados da página oficial do artista.
| N.º | Título                              | Letras                                          | Música                               | Arranjo                              | Duração |  |
| 1.  | "마지막 첫사랑 (My First and Last)" | Jeon Kan-di Mark Lee                            | August Rigo Justin Davey Ryan S.Jhun | August Rigo Justin Davey Ryan S.Jhun | 3:27    |  |
| 2.  | "最后的初恋 (My First and Last)"    | Arys Chien                                      | August Rigo Justin Davey Ryan S.Jhun | August Rigo Justin Davey Ryan S.Jhun | 3:27    |  |
| 3.  | "덩크슛 (Dunk Shot)"                | Kim Kwang-jin                                   | Kim Kwang-jin                        | Kenzie                               | 3:54    |  |
| 4.  | "Chewing Gum"                       | Jo Yoon-kyung Moon Seol-ri Jung Min-ji Mark Lee | Thomas Troelsen Kenzie               | Thomas Troelsen Kenzie               | 3:21    |  |
| 5.  | "Chewing Gum (泡泡糖)"              | Arys Chien                                      | Thomas Troelsen Kenzie               | Thomas Troelsen Kenzie               | 3:21    |  |

## Paradas musicais
Gráficos semanais
| Gráfico (2017)                   | Melhores posições |
| -------------------------------- | ----------------- |
| South Korean Albums (Gaon Chart) | 1                 |

## Prêmios e indicações

### Prêmios em programas musicais
| Canção              | Programa           | Data                    |
| ------------------- | ------------------ | ----------------------- |
| "My First and Last" | The Show (SBS MTV) | 14 de fevereiro de 2017 |
| "My First and Last" | The Show (SBS MTV) | 21 de fevereiro de 2017 |
| "My First and Last" | The Show (SBS MTV) | 28 de fevereiro de 2017 |